# 李源长
李源长，四川广安人，是一名清朝政治人物。举人出身。
李源长曾于1719年接替林矿任华亭县知县一职，1720年由李峻德接任。